# バルカン同盟
バルカン同盟（バルカンどうめい、ブルガリア語: Балкански съюз、ギリシア語: Βαλκανική Συμμαχία、セルビア語: Балкански савез）は、1912年にバルカン半島に属する諸国である、ブルガリア、セルビア、ギリシャ、モンテネグロの間で結ばれたオスマン帝国に対する同盟。オスマン帝国が弱体化するに伴い、バルカン半島で増加するオーストリアの勢力を押しとどめるためにロシアの主導により締結された。同盟諸国は1912年にオスマン帝国に対し宣戦布告し、バルカン戦争が勃発した。
しかしバルカン同盟は、第一次バルカン戦争による同盟国側の勝利後に、獲得した領土を巡り同盟国同士が反目し、第二次バルカン戦争が勃発する。第一次世界大戦を誘発する伏線となり、同盟は事実上崩壊した。